# Euryglossa limata
Euryglossa limata là một loài Hymenoptera trong họ Colletidae. Loài này được Exley mô tả khoa học năm 1976.